# Crawford County (Ohio)
 For alternative betydninger, se Crawford County. (Se også artikler, som begynder med Crawford County)
Crawford County er et county i den amerikanske delstat Ohio.

## Demografi
Ifølge folketællingen fra 2000 boede der 46,966 personer i amtet. Der var 18,957 husstande med 13,175 familier. Befolkningstætheden var 1,174 personer pr. km². Befolkningens etniske sammensætning var som følger: 97.99 % hvide, 0.59 % afroamerikanere, 0.20 % indianere, 0.31 % asiater, 0.02 % fra Stillehavsøerne, 0.24 % af anden oprindelse og 0.65 % fra to eller flere grupper.
Der var 18,957 husstande, hvoraf 31.20 % havde børn under 18 år boende. 55.10 % var ægtepar, som boede sammen, 10.50 % havde en enlig kvindelig forsøger som beboer, og 30.50 % var ikke-familier. 26.30 % af alle husstande bestod af enlige, og i 11.50% af tilfældene boede der en person som var 65 år eller ældre.
Gennemsnitsindkomsten for en hustand var $36,227 årligt, mens gennemsnitsindkomsten for en familie var på $43,169 årligt.

## Eksterne links
- Crawford County Government's website

- Wikimedia Commons har flere filer relateret til Crawford County (Ohio)

40°51′0″N 82°55′12″V / 40.85000°N 82.92000°V